# Mascaromyia cummingi
Mascaromyia cummingi är en tvåvingeart som beskrevs av Grichanov 2004. Mascaromyia cummingi ingår i släktet Mascaromyia och familjen styltflugor.
Artens utbredningsområde är Réunion. Inga underarter finns listade i Catalogue of Life.